# العلاقات الأمريكية الإستونية
العلاقات الأمريكية الإستونية هي العلاقات الثنائية التي تجمع بين الولايات المتحدة وإستونيا.

## مقارنة بين البلدين
هذه مقارنة عامة ومرجعية للدولتين:
| وجه المقارنة                                              | الولايات المتحدة                                                                                                  | إستونيا                                                                             |
| --------------------------------------------------------- | --- | ----------------------------------------------------------------------------------- |
| المساحة (كم2)                                             | 9.83 مليون | 45.34 ألف                                                                           |
| عدد السكان (نسمة)                                         | 311.58 مليون | 1.32 مليون                                                                          |
| الكثافة السكانية (ن./كم²)                                 | 31.7 | 29.11                                                                               |
| العاصمة                                                   | واشنطن العاصمة | تالين                                                                               |
| اللغة الرسمية                                             | لغة إنجليزية | اللغة الإستونية                                                                     |
| العملة                                                    | دولار أمريكي | يورو، كرون إستوني، كرون إستوني، المارك الإستوني                                     |
| الناتج المحلي الإجمالي (بليون دولار)                      | 19.39 تريليون | 25.92 مليار                                                                         |
| الناتج المحلي الإجمالي (تعادل القوة الشرائية) بليون دولار | 18.04 تريليون | 38.11 مليار                                                                         |
| الناتج المحلي الإجمالي الاسمي للفرد دولار أمريكي          | 56.12 ألف | 17.79 ألف                                                                           |
| الناتج المحلي الإجمالي للفرد دولار أمريكي                 | 54.63 ألف | 28.14 ألف                                                                           |
| مؤشر التنمية البشرية                                      | 0.920 | 0.871                                                                               |
| رمز المكالمات الدولي                                      | +1 | +372                                                                                |
| رمز الإنترنت                                              | .us، حكومة، .mil، Edu.                                                                                            | .ee                                                                                 |
| المنطقة الزمنية                                           | توقيت ساموا الأمريكية، توقيت أطلنطي موحد، منطقة زمنية وسطى، توقيت ألاسكا ‏، المنطقة الزمنية الجبلية، توقيت تشامرو ‏ | ت ع م+02:00، ت ع م+03:00، توقيت شرق أوروبا، أوروبا/تالين ‏، توقيت شرق أوروبا الصيفي ‏ |

## مدن متوأمة
في ما يلي قائمة باتفاقيات التوأمة بين مدن أمريكية وإستونية:
- ترتبط لوس غاتوس مع تالين باتفاقية توأمة.
- ترتبط بورتسموث مع مدينة بارنو [الإنجليزية]‏ باتفاقية توأمة.
- ترتبط أوشن سيتي مع مدينة بارنو [الإنجليزية]‏ باتفاقية توأمة.
- ترتبط كمبرلاند مع Tapa Parish [الإنجليزية]‏ باتفاقية توأمة.
- ترتبط أنابولس مع تالين باتفاقية توأمة.

## منظمات دولية مشتركة
يشترك البلدان في عضوية مجموعة من المنظمات الدولية، منها:
| علم المنظمة | اسم المنظمة                               | تاريخ انضمام الولايات المتحدة | تاريخ انضمام إستونيا |
| ----------- | ----------------------------------------- | ----------------------------- | -------------------- |
|             | وكالة ضمان الاستثمار متعدد الأطراف        | 12 أبريل 1988                 | 24 سبتمبر 1992       |
|             | الوكالة الدولية للطاقة                    | ?                             | ?                    |
|             | الاتحاد الدولي للاتصالات                  | 1 يوليو 1908                  | 19 مايو 1922         |
|             | يونسكو                                    | 4 نوفمبر 1946                 | 14 أكتوبر 1991       |
|             | الأمم المتحدة                             | 24 أكتوبر 1945                | 17 سبتمبر 1991       |
|             | مؤسسة التمويل الدولية                     | 20 يوليو 1956                 | 9 أغسطس 1993         |
|             | منظمة الشرطة الجنائية الدولية             | ?                             | ?                    |
|             | مركز تنسيق الحركة في أوروبا ‏              | ?                             | ?                    |
|             | الاتحاد البريدي العالمي                   | ?                             | ?                    |
|             | منظمة حظر الأسلحة الكيميائية              | ?                             | ?                    |
|             | Strategic Airlift Capability ‏             | ?                             | ?                    |
|             | اتفاقية السماوات المفتوحة                 | ?                             | ?                    |
|             | منظمة التجارة العالمية                    | ?                             | ?                    |
|             | منظمة الأمن والتعاون في أوروبا            | 25 يونيو 1973                 | 10 سبتمبر 1991       |
|             | مجموعة الموردين النوويين                  | ?                             | ?                    |
|             | منظمة التعاون الاقتصادي والتنمية          | ?                             | ?                    |
|             | المركز الدولي لتسوية المنازعات الاستشارية | 14 أكتوبر 1966                | 23 يوليو 1992        |
|             | البنك الدولي للإنشاء والتعمير             | 27 ديسمبر 1945                | 23 يونيو 1992        |
|             | مؤسسة التنمية الدولية                     | 24 سبتمبر 1960                | 11 أكتوبر 2008       |
|             | حلف شمال الأطلسي                          | 4 أبريل 1949                  | 29 مارس 2004         |
|             | المنظمة الهيدروغرافية الدولية             | ?                             | ?                    |
|             | مجموعة أستراليا                           | 1985                          | 2004                 |
|             | الفريق المعني برصد الأرض                  | ?                             | ?                    |

## أعلام
هذه قائمة لبعض الشخصيات التي تربطها علاقات بالبلدين:
- إيريكا إيليناك (ممثلة أمريكية، 29 سبتمبر 1969[33] – )
- توماس هندريك إيلفس (26 ديسمبر 1953[34][35] – )
- جوهان أورب (24 يناير 1977 – )
- ستيف جيرفيتسون (رجل أعمال من الولايات المتحدة الأمريكية، 1 مارس 1967 – )
- كارين يوهلينبيك (رياضياتية أمريكية، 24 أغسطس 1942 – )
- مينا سوفاري (13 فبراير 1979 – )
- نيكول مان (27 يونيو 1977 – )

## وصلات خارجية
- موقع وزارة الخارجية الأمريكية
- موقع وزارة الخارجية الإستونية